# 후이몐

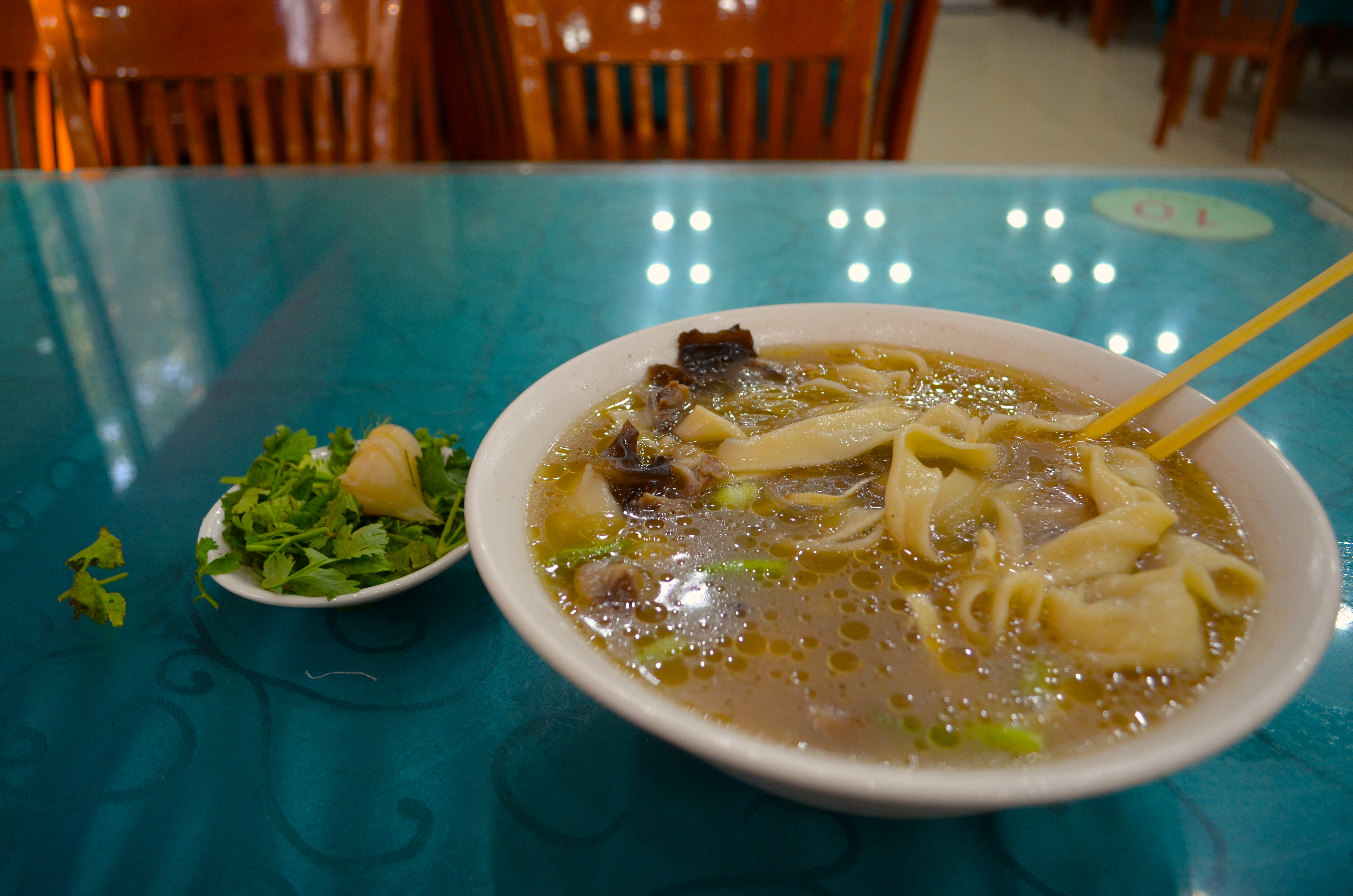
후이몐

후이몐(중국어 간체자: 烩面, 정체자: 燴麵, 병음: huì miàn, 한자음: 회면)은 중국 허난성의 전통적인 국수 요리이다. 국물을 꽤 중시하는 국수 요리로, 맛이 짙고 깊은 편이다. 1,300년의 역사를 갖고 있으며, 일반적으로 양고기 후이몐, 삼선 후이몐, 오선 후이몐 등 몇 가지 종류가 있다.
함께 곁들이는 재료에 따라 여러 가지 맛으로 즐길 수 있으나, 탕 국물만큼은 5시간 이상 우려내 뽀얀 육수를 만드는 것이 정통이다. 다시마, 건두부, 당면, 메추리알, 배추를 주재료로 하며, 양고기와 소고기로 진하게 우린 육수와 두꺼운 면발이 특징이다. 경우에 따라서는 고수를 넣어 먹기도 하고, 깔끔한 맛을 느끼기 위해 고추기름이나 고춧가루를 넣기도 한다.

## 같이 보기
- 중국 이슬람 요리
- 라면
- 쇠고기 국수
- 허난 요리
- 뤄양시
- 정저우시